# 橿原市昆虫館
橿原市昆虫館（かしはらしこんちゅうかん、英: Kashihara City Museum of Insects または Kashihara-city Insectarium）は、奈良県橿原市の香久山公園に位置する自然博物館である。
昆虫標本および化石標本を1,000点以上展示している。また、放蝶温室では、南西諸島周辺に分布するチョウ、約10種、500頭が飛び交う姿を周年観察できる。

## 概要
1989年（平成元年）10月10日開館。
1997年（平成9年）5月に100万人の来館者を迎える。
2002年（平成14年）、公社より教育委員会に移管。
2004年（平成16年）に150万人目の来館者を迎える。
2007年（平成19年）、改修についての基本構想が作成される。
2008年（平成20年）、まちづくり交付金の補助などを勘案し、市長の判断により改修が決定。
2009年（平成21年）12月1日より休館、改修工事が着工される。この改修工事に、総事業費およそ3億円弱、展示部分の更新におよそ7,000万円余を要している。
2010年 （平成22年）5月1日にまず本館部分が開館し、同年6月1日に新館を含む全館が「見て、聞いて、触って、感じる昆虫館」としてリニューアル開館した。
2010年10月に、200万人目の来館者を迎える。
2019年（令和元年）消費税増税に伴い、観覧料が改定された。
2020年（令和2年）3月2日から3月16日まで、新型コロナウイルスの感染拡大に伴い、臨時休館処置がとられ、後に3月31日まで延長することが発表。最終的に5月31日まで休館処置が延長され、営業時間を短縮したり、入館人数制限を行うなどとした感染防止対策を取った上で6月2日より営業再開した。

## 館内
- 1階ロビー
  - 受付カウンター[2]
  - 事務所[2]
  - 授乳室・救護室[2]
- 標本展示室
  - 標本展示室1 - 生物の進化および多様性の展示。
  - 標本展示室2 - 体験フロア。
- 生態展示室 - 昆虫の生息環境および自然を再現。
- 放蝶温室 - 500m2[2]、南西諸島の気候に調整。チョウ約10種、500頭。亜熱帯の植物およそ100種。
- 新館（研修棟）
  - 特別生態展示室 - 昆虫の生態を展示。
  - 情報コーナー - 昆虫の飼育および方法。
  - ボランティア室 - 1階[2]
  - 研究室 - 1階[2]
- 本館二階展示室 - 南西諸島および大和盆地の昆虫標本展示。企画展・特別展などの期間展示。
- 研修室
  - 研修室1 - 本館中2階。80名収容[2]。
  - 研修室2 - 新館2階。
- 収蔵庫
  - 収蔵庫1 - 本館中2階。標本・資料を保管。
  - 収蔵庫2 - 新館1階。
- 多目的広場 - 入口前。屋根付きで雨天時も利用が可能な場所。

## 利用情報
- 開館時間
  - 4-9月 9:30 - 17:00 （入館受付 9:30 - 16:30）[8]
  - 10-3月 9:30 - 16:30 （入館受付 9:30 - 16:00）[8]
- 休館日 
  - 毎週月曜日（月曜日が祝日の場合は翌日休館）[8]、ただし夏休み期間中の月曜日は開館。
  - 年末年始（12月28日 - 1月2日）[8]
- 入館料
  - 大人：520円、学生（高校生・大学生）：410円、小人（幼稚園〈4歳以上〉 - 中学生）：100円[9]。
  - 団体（30-99名） - 大人：460円、学生：370円、小人：90円[9]。
  - 団体（100名以上） - 大人：360円、学生：290円、小人：70円[9]。
  - 障害者・介護者：大人：260円、学生：200円、小人：50円。（証明するものが必要）[9]。
  - 橿原市在住の幼・小・中学生：毎週土曜日入館無料（証明する書類必要）。

## 交通アクセス
- 電車：大福駅（近鉄大阪線）から徒歩で約40分。
- バス：近畿日本鉄道（大阪線・橿原線）大和八木駅から橿原市コミュニティバスで昆虫館前まで約30分。
- 車：約150台の駐車場。駐車料金は無料。

大阪方面より
南阪奈道路、葛城インターチェンジから大和高田バイパス経由で約30分。
西名阪自動車道、郡山インターチェンジから国道24号経由で約60分。
名古屋方面より
名阪国道、針インターチェンジから国道369号経由で約60分。

## 周辺
- 天香久山 - 大和三山の一つ。
- 飛鳥 - 明日香村周辺。